# LFN
Довге ім'я файлу (англ. Long filename, LFN) — формат запису назви файлу в деяких файлових системах, згідно з яким файли з іменами довшими, ніж 11 (8+3) символів, зберігаються із застосуванням наборів взаємопов'язаних записів про каталоги жорсткого диска. Ця можливість була вперше представлена в Windows NT 3.5. В результаті, ім'я файлу може містити до 250 символів  UTF-16, включаючи пробіли, не буквено-цифрові символи (крім: \ /: *? "<> | .) з метою підтримки зворотної сумісності зі старими операційними системами.
У довгому імені файлу використовується один запис про каталог для зберігання псевдоніма (псевдонім є автоматично створюваним іменем у форматі 8.3) і прихований запис про каталог для зберігання кожних 13-ти символів довгого імені. Таким чином, якщо ім'я має довжину 200 символів, для його зберігання буде використовуватися 17 записів про каталоги.
Псевдонім генерується на основі перших шести символів довгого імені, після чого додається символ ( ~ ) і номер для перших чотирьох імен з однаковими першими шістьма символами. Наприклад, для імені файлу businkafile.txt будуть створені псевдоніми busink~1.txt , busink~2.txt , busink~3.txt і т.д.
Після перших чотирьох версій вказуються тільки перші два символи імені файлу, а інші шість символів імені генеруються у випадковому порядку (наприклад, bo7E39~1.txt).

## Заборона довгих імен файлів вWindows 7
Незважаючи на те що програми архівації, призначені для операційної системи MS-DOS, цілком можуть працювати під управлінням Windows, користуватися ними не рекомендується. У першу чергу це пов'язано з тим, що при обробці файлів відбувається втрата довгих імен файлів і підміна їх іменами MS DOS за специфікацією 8.3. Це може створити споживачеві документа певні незручності, а у випадках, коли архівація проводиться з метою резервного копіювання, втрата довгих імен взагалі неприпустима.
Можна заборонити довгі імена файлів в Windows, змусивши тим самим генерувати імена у форматі 8.3 (DOS-івський формат). Для цього в розділі HKLM \System \CurrentControlSet \control \FileSystem треба змінити параметр Win31FileSystem, присвоївши йому значення 01 (за замовчуванням стоїть 00) 
Зроблені зміни набудуть чинності після перезавантаження.